# Środki przeciwstukowe
Środki przeciwstukowe lub antydetonatory – chemiczne dodatki do paliw stosowanych w silnikach iskrowych, które zapobiegają zjawisku spalania stukowego i, co za tym idzie, zwiększają maksymalny stopień sprężania, który można stosować w tych silnikach. Środki przeciwstukowe w sztuczny sposób podnoszą liczbę oktanową benzyny oraz metanową LPG.

## Przyczyny stosowania środków przeciwstukowych
Paliwa stosowane w silnikach iskrowych to mieszaniny węglowodorów, których pierwotnym źródłem jest głównie ropa naftowa. Różne węglowodory zawarte w benzynie mają różną liczbę oktanową. Jakkolwiek teoretycznie możliwe jest uzyskanie benzyny o określonej liczbie oktanowej przez dokładną, wielokrotną rektyfikację ropy naftowej, wiąże się to z dużymi kosztami, wynikającymi z niewykorzystania części węglowodorów zawartych w ropie oraz koniecznością znacznych nakładów energetycznych. Z tego względu typowa surowa benzyna, która została poddana standardowej rafinacji ma liczbę oktanową między 40 a 60. Ponadto surowa benzyna ma zmienną liczbę oktanową zależnie od źródła ropy naftowej i warunków rafinacji w danej rafinerii. Liczbę oktanową uśrednia i powiększa proces krakingu, jednak również maksymalnie do poziomu ok. 80-90.
Współczesne silniki iskrowe stosowane w samochodach wymagają benzyny o liczbie oktanowej minimum 95, zaś produkcja paliwa o takiej liczbie wyłącznie w procesie rafinacji i krakingu jest ekonomicznie nieopłacalna.

## Zasada działania środków przeciwstukowych
Środki przeciwstukowe działają zasadniczo na 3 sposoby:
- dostarczają do układu w odpowiedniej, nieco niższej od samozapłonu temperaturze znaczne ilości wolnych rodników na skutek czego proces spalania węglowodorów traci charakter wybuchowej reakcji łańcuchowej i zachodzi w niższej temperaturze[3]
- lub na odwrót – spowalniają procesy spalania węglowodorów, poprzez zmiatanie wolnych rodników (zwłaszcza HO·) na skutek czego proces jest bardziej rozłożony w czasie i zachodzi łagodniej[4]
- działają utleniająco – tzn. wchodzą w odpowiedniej temperaturze w reakcje utleniania z węglowodorami zanim te ulegną reakcji spalania w kontakcie z powietrzem, co daje podobny efekt jak zmiatanie wolnych rodników[5].

## Znane środki antystukowe

### Jodyna i anilina
Jednym z pierwszych środków antystukowych była jodyna, jednak ze względu na jej koszt nie było to zbyt ekonomiczne rozwiązanie. Podobnie było też z aniliną, której własności antystukowe odkryto w 1919 r. Związki te były jednak długo stosowane jako rodzaj odniesienia przy testowaniu innych, mniej efektywnych, ale tańszych kandydatów. Współcześnie uważa się, że zarówno jodyna, jak i anilina działają według mechanizmu utleniającego.

### Tetraetyloołów

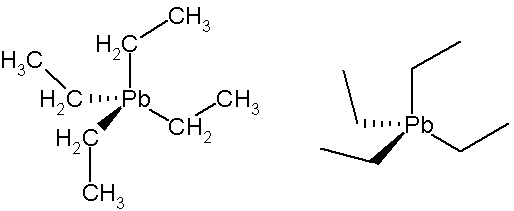
Struktura chemicznya tetraetyloołowiu

W 1922 r. T. Midgley Jr. i T.A. Boyd pracujący dla koncernu General Motors odkryli i opatentowali działanie antystukowe tetraetylołowiu (Pb(C2H5)4), którego działanie polega na rozkładaniu się w temperaturze ok. 120 °C z wydzieleniem dużej ilości rodników etylowych. Związek ten wydawał się idealnym dodatkiem, gdyż był bardzo efektywny oraz tani w produkcji. Dodatek 0,15 g tetraetylołowiu do litra benzyny powoduje, że jej liczba oktanowa wzrasta z 60 do 96. Tetraetylołów rozpoczął erę tzw. benzyn ołowiowych, która trwała aż do połowy lat 90. XX w. Sam tetraetylołów jest dość silnie toksyczny, a spalanie benzyny, która go zawierała powodowało skażenie środowiska znacznymi ilościami ołowiu. Z tego względu najpierw w Stanach Zjednoczonych, a następnie w innych krajach wycofano się z jego stosowania.

### Pentakarbonylek żelaza
Ze względu na ochronę patentową użycia tetraetylołowiu przez koncern GM konkurenci pracowali nad znalezieniem jego zamienników. Opatentowany w Niemczech w 1926 r. pentakarbonylek żelaza (Fe(CO)5) miał nawet lepsze własności antystukowe od tetraetylołowiu, lecz jego wadą było gromadzenie się tlenków żelaza w układach wydechowych samochodów. Mimo to, był on stosowany na masową skalę w latach 30. XX w. przez Niemców. Poważną wadą pentakarbonylku jest też jego bardzo wysoka toksyczność.

### MMT

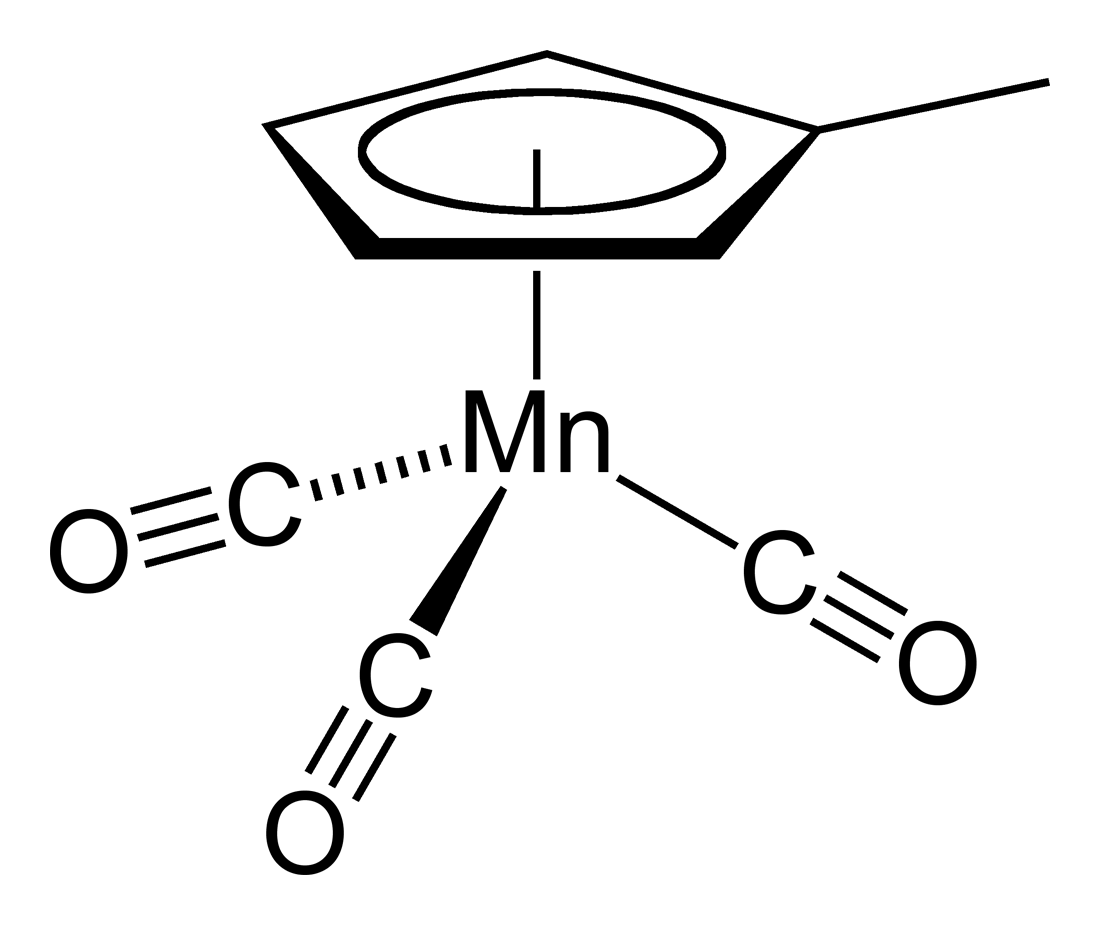
struktura chemiczna MMT

MMT – trikarbonyl(metyl-η5-cyklopentadienyl)mangan – był w latach 70. XX w. jednym z najbardziej obiecujących zamienników tetraetyloołowiu. Jest on dość kosztowny w produkcji, ale jednocześnie bardzo efektywny, dzięki czemu dla uzyskania tego samego efektu można było stosować dziesięciokrotnie mniejsze jego stężenie niż etyloołowiu. Stosowano go w Stanach Zjednoczonych w latach 1972–1978. W 1978 r. został zakazany przez EPA po doniesieniach naukowych wskazujący na to, że jest on silnie rakotwórczy. Po trwających wiele lat procesach w 1995 r. Sąd Najwyższy Stanów Zjednoczonych zdecydował, że EPA przekroczyła swoje kompetencje i zezwolił na ponowne użycie tego związku w stężeniach nie przekraczających 0,031 g na galon benzyny. Jest on obecnie stosowany w USA i Australii jako dodatek antystukowy do benzyn dla pojazdów niemających tzw. katalizatorów w układach wydechowych.

### Współczesne środki antystukowe

Wzór szkieletowy MTBE

W tzw. benzynach bezołowiowych, czyli przystosowanych do samochodów z katalizatorami funkcję dodatków antystukowych pełnią rozmaite mieszaniny organicznych związków chemicznych zawierających w swojej strukturze tlen i/lub ugrupowania aromatyczne. Do najczęściej stosowanych zalicza się:
- etanol
- MTBE
- ETBE
- toluen
- kumen

Benzyny zawierające utleniacze wymagają stosowania układów katalitycznych w układach wydechowych, gdyż utleniacze nie spalają się całkowicie w silnikach i muszą być dopalane, aby w gazach wylotowych nie było zbyt wielu szkodliwych dla środowiska substancji.
Szczególnie dobre własności antystukowe ma MTBE, jednak jego nadmierne użycie również powoduje negatywne skutki dla środowiska, głównie w trakcie przechowywania i przypadkowych wycieków paliwa do gleby na skutek czego w 2006 r. jego użycie w Stanach Zjednoczonych zostało ograniczone.